# NGC 249

NGC 249

NGC 249 هو مجرة، في كوكبة الطوقان،اكتشفت في 5 سبتمبر 1826.

## روابط خارجية
- NGC 249 على موقع ويكي سكاي: DSS2, SDSS, GALEX, IRAS, Hydrogen α, X-Ray, Astrophoto, Sky Map, Articles and images